# Los Cachiros
Cachiros o Los Cachiros  es el nombre de una organización criminal hondureña dedicada al narcotráfico. Fue fundada a comienzos de la década de 1990 por un grupo de ganaderos en los departamentos de Colón y Olancho de Honduras.

## Historia
Los Cachiros fueron uno de los grupos transportistas más grandes de Honduras, que llegaron a acumular un patrimonio neto de casi mil millones de dólares. El grupo estaba conformado por una familia de antiguos ladrones de ganado y se convirtió en un jugador importante en el comercio de cocaína entre organizaciones colombianas y mexicanas.
Se cree que el grupo compraba las drogas a organizaciones colombianas, posiblemente en Nicaragua, así como en su natal Honduras. Luego pasaban la cocaína al Cartel de Sinaloa y a otros grupos mexicanos. Los Cachiros tenían grandes intereses empresariales y políticos, que se extendían hasta la élite hondureña. Tenían contactos importantes en el ejército y en la policía, particularmente en el departamento de Colón, el bastión del grupo.
Uno de los líderes de los Cachiros, Javier Maradiaga, también conocido como "Javier Cachiro", se entregó al gobierno de Estados Unidos en enero del 2015. Durante el juicio, Maradiaga se declaró culpable del cargo de narcotráfico.
Después de la declaración de Maradiaga, las autoridades hondureñas le incautaron bienes valorados entre 500 y 800 millones de dólares. Se estima que el patrimonio de los Cachiros está valorado en más de mil millones de dólares.
En marzo del 2017, Devis Leonel Rivera Maradiaga declaró como testigo en el juicio de Fabio Porfirio Lobo en la Corte de Distrito de Estados Unidos, Distrito Sur de Nueva York. Rivera Maradiaga testificó que, durante el período del año 2009 al 2013, el gobierno hondureño le asistió en sus operaciones de narcotráfico proveyendo inteligencia policial, información de radar, y asignación de militares para brindar seguridad.
Rivera Maradiaga también dijo que su organización pagó sobornos a miembros prominentes del gobierno hondureño incluyendo al expresidente Porfirio Lobo Sosa.  Los sobornos fueron realizados con el fin de recibir asistencia para sus operaciones y recibir contratos para sus empresas.